# Остерија Пјетралунга (Парма)
Остерија Пјетралунга је насеље у Италији у округу Парма, региону Емилија-Ромања.
Према процени из 2011. у насељу је живело 18 становника. Насеље се налази на надморској висини од 165 м.